# سانتا روسا ده اوسوس
سانتا روسا ده روسوس (به اسپانیایی: Santa Rosa de Osos) یک سکونتگاه مسکونی در کلمبیا است که در Northern Antioquia واقع شده‌است.

## خصوصیات
سانتا روسا ده روسوس ۸۱۲ کیلومترمربع مساحت و ۳۵٬۰۰۰ نفر جمعیت دارد و ۲٬۵۵۰ متر بالاتر از سطح دریا واقع شده‌است.